# Walentin Chasapow
Walentin Wasiljewicz Chasapow, ros. Валентин Васильевич Хасапов (ur. 23 stycznia 1918 r. w Odessie) – rosyjski działacz emigracyjny, szef administracji miejskiej w okupowanym Briańsku podczas II wojny światowej.
W 1919 r. jego rodzina wyjechała z Rosji, zamieszkując w Czechosłowacji. W 1935 r. Walentin W. Chasapow ukończył gimnazjum rosyjskie w miasteczku Moravská Třebová. Podczas nauki wstąpił do skautów. Następnie rozpoczął studia na uniwersytecie w Pradze. Od 1938 r. był członkiem Narodowego Związku Pracujących (NTS). Po ataku wojsk niemieckich na ZSRR 22 czerwca 1941 r., przez Warszawę przedostał się do okupowanego Smoleńska. Następnie przebywał w Briańsku, gdzie został szefem administracji miejskiej. Jednocześnie z ramienia NTS prowadził nielegalną działalność konspiracyjną. PO zakończeniu wojny wyemigrował do Argentyny, zamieszkując w Buenos Aires.